# Abara
Abara – manga autorstwa Tsutomu Niheia, publikowana na łamach magazynu „Ultra Jump” wydawnictwa Shūeisha od maja 2005 do marca 2006. Polski przekład ukazał się nakładem wydawnictwa Japonica Polonica Fantastica.

## Publikacja serii
Manga była publikowana w magazynie „Ultra Jump” od 19 maja 2005 do 18 marca 2006. Wydawnictwo Shūeisha zebrało jej rozdziały w dwóch tankōbonach, opublikowanych 19 maja 2006. W Polsce seria została wydana przez wydawnictwo Japonica Polonica Fantastica w jednym tomie zbiorczym.
22 sierpnia 2015 premierę miała edycja specjalna mangi. W Polsce wydanie to pojawiło się w czerwcu 2024.
| Nr | Język japoński | Język japoński     | Język polski         | Język polski           |
| Nr | Data wydania   | ISBN               | Data wydania         | ISBN                   |
| -- | -------------- | ------------------ | -------------------- | ---------------------- |
| 1  | 19 maja 2006   | ISBN 4-08-877088-9 | 28 października 2014 | ISBN 978-83-7471-369-6 |
| 2  | 19 maja 2006   | ISBN 4-08-877089-7 | 28 października 2014 | ISBN 978-83-7471-369-6 |

## Odbiór
W 2019 roku manga została nominowana do nagrody Eisnera w kategorii najlepsze amerykańskie wydanie materiału międzynarodowego – Azja.